# Битва при Альборане
Би́тва при Альборане (исп. Batalla de Alborán, тур. Alborán Deniz Muharebesi) — морское сражение, произошедшее 1 октября 1540 года у островка Альборан между флотами Испании и Османской империи. Сражение завершилось победой испанского флота и захватом 10 турецких кораблей.

## Рейд на Гибралтар
Летом 1540 года сардинец Али Хамет, принявший ислам и ставший берберским пиратом по приказу от капудан-паши Хайреддина Барбароссы сформировал флот из 16 кораблей, который включал 3 галеры, 5 галиотов, 6 фуст и 2 бригантины. На кораблях было 900 галерных рабов, 2500 турецких солдат и мориски из Валенсии, которыми командовал бывший раб Карамани, служивший на испанских галерах.
В конце августа 1540 года, узнав, что испанская флотилия находится на Балеарских островах, Али Хамет направил свой флот в сторону Гибралтара. В начале сентября флот Али Хамета приблизился к Гибралтару и с кораблей высадили 2000 солдат, которые направились в сторону города, разделившись на большие отряды. Между турецкими и испанскими солдатами, а также городскими жителями завязалось сражение, в которой обе стороны понесли потери. 
Турки не смогли взять укреплённую крепость и отступили, уведя с собой в качестве пленников 73 захваченных жителей города. Турецкие солдаты разграбили 40 кораблей, которые стояли в гавани и сожгли галеру, принадлежавшую Альваро де Базану. 13 сентября турецкий флот покинул Гибралтар и отправился на Пеньон-де-Велес, куда были перевезены пленники в ожидании выкупа, который был получен в количестве 7000 дукатов за каждого пленника.

## Сражение
Командующий испанскими галерами, генерал-капитан Бернардино де Мендоса находился в Дении, когда он узнал о набеге на Гибралтар. Сформировав флот из 10 кораблей, Мендоса отправил свой флот в сторону Оран, но затем он получил известия, что пираты вернутся в Алжир, проплыв вдоль африканского побережья. Мендоса развернул свои корабли в сторону запада, где 1 октября у островка Альборан их заметили с вражеских кораблей и Мендоса выстроил свой флот в боевом порядке.
Али Хамет надеялся на численное превосходство своего флота и солдат, что захватить на абордаж испанские корабли. Под огнём бомбард с испанских галер, наносившие значительный урон, турецкие корабли приближались к галерам. Корабли сцепились для абордажного боя в попытке захватить флагманскую галеру, которой командовал Бернардино де Мендоса. Али Хамет и Карамани во главе своих солдат пытались взобраться на борт испанской галеры, но их попытки были отбиты. Испанцы взяли на абордаж галеру Карамани, на которой завязался бой, в ходе которого Карамани был убит с частью своих людей, а его галера захвачена. В ходе абордажного боя была захвачена флагманская галера Али Хамета, после чего Али прыгнул в воду и поплыл в сторону одной из галер. В этом бою Бернардино де Мендоса был ранен в голову выстрелом из аркебузы, в результате которого под угрозой оказалась его жизнь.
Испанская галера «Санта-Ана», которой командовал Энрике Энрикес, вступила в бой с двумя вражескими кораблями, один из которых был взят на абордаж, а другой отступил. Испанская галера под командованием Педро де Герра вступила в бой с двумя вражескими кораблями, один из которых был потоплен, а другой взят на абордаж. Капитан галеры «Санта-Барбара» Педро Бенитес был убит в ходе сражения, в ходе которого 4 испанские галеры, захватили один корабль, а три вражеских корабля отступили с большими повреждениями, полученные от корабельных пушек. Корабль, на котором укрылся Али Хамет, был захвачен галерой «Санта-Барбара», а сам Али вместе со своими людьми попал в плен. Капитан Энрике Энрикес, услышав шум на галере, подумал, что это звуки битвы и приказал обстрелять захваченную галеру, что привело к гибели 7 солдат и ранениям 10 или 12 человек. Оставшиеся 5 турецких кораблей, воспользовавшись попутным ветром, отступили с места сражения.

## Потери и последствия
Потери османов и пиратов были велики: из 16 имеющихся перед битвой кораблей, 10 из них были захвачены испанцами, а один корабль был потоплен. Потери среди турецких солдат и пиратов также были большие; погибло более 700 человек, включая всех капитанов турецких кораблей, а также в битве был убит Карамани. В плен попали 427 человек, включая командующего эскадрой Али Хамета, а также испанцы освободили 837 рабов-христиан. Испанцы потеряли в сражении 137 человек, были ранее более 500 человек, включая командующего испанскими галерами Бернардино де Мендосу.
В честь победы испанского флота в Малаге был устроен парад, в котором приняли участие Бернардино де Мендоса, офицеры и все члены испанского экипажа, включая освобождённых пленников-христиан.